# Liste des partis politiques aux Pays-Bas
Les Pays-Bas sont une monarchie constitutionnelle. La consultation de la population par référendum ne s'y fait que très rarement. Les partis politiques néerlandais jouent donc un rôle primordial dans la vie politique, car ils sont les seuls représentants des citoyens dans les prises de décisions à tous niveaux dans le pays. En théorie, selon le mode de scrutin proportionnel, les Néerlandais ne votent donc pas pour une personne mais pour une idéologie exprimée par un parti politique.
Au niveau national, le Premier ministre des Pays-Bas est désigné par le roi après les élections parlementaires et un long processus de formation de gouvernement. Traditionnellement, la couronne choisit l'individu dirigeant la formation qui a gagné les élections législatives, le plus grand parti au Parlement. Le nommé va ensuite former une coalition de partis ayant ensemble la majorité au Parlement. Le gouvernement est constitué de personnalités politiques appartenant à ces partis. Ce gouvernement de coalition va ensuite assurer le gouvernement du pays.
Depuis le début des années 2000, certaines personnalités politiques et leurs discours ont tendance à remplacer la fonction idéologique et organisatrice des formations politiques. En parallèle à cela, on observe un envol des partis à visée locale. Ces partis existaient depuis toujours, avec comme projet de présenter aux élections des habitants du territoire concerné, dont la politique n'est pas le métier. Ils veulent ainsi devenir les porte-parole des électeurs, jouant sur la proximité. Ils connaissent le terrain et leur but est de faire passer au mieux les envies et les projets de la population auprès du conseil communal. Cependant, les campagnes électorales nationales semblent préférer mettre en valeur une personne charismatique au lieu d'un courant idéologique ou politique. Les bourgmestres et les dirigeants de provinces étant nommés par décret royal, seule la tête de liste aux élections législatives est assurée d'obtenir le poste en cas de victoire et de formation de coalition.

## Synthèse des partis

### Partis parlementaires
Ci-dessous les partis représentés au Sénat, au Parlement ou au Parlement européen, dans l'ordre alphabétique.
| Parti politique | Parti politique                                                                    | Positionnement et idéologie                                                              | Chef de parti         | Affiliation européenne |
| --------------- | ---------------------------------------------------------------------------------- | ---------------------------------------------------------------------------------------- | --------------------- | ---------------------- |
|                 | 50 Plus (50+) 50Plus                                                               | Centre Défense des retraités                                                             | Martin van Rooijen    |                        |
|                 | Appel chrétien-démocrate (CDA) Christen-Democratisch Appèl                         | Centre droit Démocratie chrétienne                                                       | Wopke Hoekstra        | PPE                    |
|                 | Démocrates 66 (D66) Democraten 66                                                  | Centre Social-libéralisme                                                                | Sigrid Kaag           | ALDE                   |
|                 | Denk (DENK) Denk                                                                   | Gauche Multiculturalisme,, antiracisme,                                                  | Tunahan Kuzu          |                        |
|                 | Ensemble (BIJ1) BIJ1                                                               | Extrême gauche Égalitarisme, anticapitalisme, féminisme                                  | Sylvana Simons        |                        |
|                 | Forum pour la démocratie (FvD) Forum voor Democratie                               | Droite radicale National-conservatisme, euroscepticisme                                  | Thierry Baudet        |                        |
|                 | Gauche verte (GL) GroenLinks                                                       | Gauche à centre gauche Politique écologique, progressisme, social-démocratie, europhilie | Jesse Klaver          | PVE                    |
|                 | Groupe indépendant du Sénat (OSF) Onafhankelijke Senaatsfractie                    | Centre Régionalisme                                                                      | Henk ten Hoeve        | ALE                    |
|                 | Juste réponse 21 (JA21) JA21                                                       | Droite à droite radicale Libéral conservatisme, opposition à l'immigration               | Joost Eerdmans        | CRE                    |
|                 | Mouvement agriculteur–citoyen (BBB) BoerBurgerBeweging                             | Centre à centre droit Agrarisme                                                          | Caroline van der Plas |                        |
|                 | Parti politique réformé (SGP) Staatkundig Gereformeerde Partij                     | Droite Démocratie chrétienne, conservatisme social                                       | Kees van der Staaij   | MPCE                   |
|                 | Parti populaire libéral et démocrate (VVD) Volkspartij voor Vrijheid en Democratie | Centre droit Libéral-conservatisme                                                       | Mark Rutte            | ALDE                   |
|                 | Parti pour la liberté (PVV) Partij voor de Vrijheid                                | Droite à droite radicale Nationalisme                                                    | Geert Wilders         | MENL                   |
|                 | Parti pour les animaux (PvdD) Partij voor de Dieren                                | Gauche Politique écologique, animalisme, antispécisme                                    | Esther Ouwehand       | APEU                   |
|                 | Parti socialiste (SP) Socialistische Partij                                        | Gauche radicale à gauche, Social-démocratie,, socialisme démocratique,                   | Lilian Marijnissen    | GUE/NGL                |
|                 | Parti travailliste (PvdA) Partij van de Arbeid                                     | Centre gauche, Social-démocratie, progressisme                                           | Lilianne Ploumen      | PSE                    |
|                 | Union chrétienne (CU) ChristenUnie                                                 | Centre gauche à centre droit Démocratie chrétienne, conservatisme social                 | Gert-Jan Segers       | MPCE                   |
|                 | Volt Pays-Bas (Volt) Volt Nederland                                                | Centre Progressisme, fédéralisme européen, social-libéralisme                            | Laurens Dassen        | Volt Europa            |

### Autres partis nationaux
Partis fréquemment candidats aux élections nationales et européennes, mais qui n'ont jamais obtenu de siège lors des élections, dans l'ordre alphabétique.
| Parti politique | Parti politique                                                                    | Positionnement et idéologie                    | Chef de parti        | Affiliation européenne |
| --------------- | ---------------------------------------------------------------------------------- | ---------------------------------------------- | -------------------- | ---------------------- |
|                 | Jésus est vivant (JL) Jezus Leeft                                                  | Droite Évangélisme                             | Florens van der Spek |                        |
|                 | Les Verts (DG) De Groenen                                                          | Centre gauche Écologie politique               | Angela Zikking       | PVE                    |
|                 | Nouveau parti communiste des Pays-Bas (NCPN) Nieuw Communistische Partij Nederland | Extrême gauche Communisme, marxisme-léninisme  | Libre                |                        |
|                 | Parti libertarien (LP) Libertarische Partij                                        | Droite Libertarianisme, libéralisme économique | Robert Valentine     | EPIL                   |
|                 | Parti pirate (PPNL) Piratenpartij                                                  | Centre Vie privée, accès à l'information       | Ahmed Aarad          | PPEU                   |
|                 | Parti pour l'humain et l'esprit (MenS) Partij voor Mens en Spirit                  | Centre gauche Spiritualité, astrologie         | Lea Manders          |                        |

### Autres partis
Les Pays-Bas comptent de nombreux autres partis, dont certains ne sont représentés que dans les conseils municipaux ou les conseils de province. Les Pays-Bas comptent aussi quelques partis régionalistes ou autonomistes, tels que le Parti national frison.

## Historique

### Les vieilles familles politiques
Le suffrage universel a été adopté aux Pays-Bas en 1848, avec la constitution de Thorbecke.
L'Appel chrétien-démocrate (Christen-Democratisch Appèl, CDA) reprend les courants politiques les plus anciens du pays. Ce parti est né en 1980 d'une fusion de trois partis chrétiens-démocrates, dont un fut le plus ancien parti du pays, l'ARP, le Parti antirévolutionnaire. Les deux autres partis qui ont formé le CDA étaient le KVP, le Parti populaire catholique, et le CHU, l'Union chrétienne historique, un parti protestant réformé. Jan Peter Balkenende, membre du CDA fut Premier ministre de 2002 à 2010. Ruud Lubbers détient en outre la plus longue longévité au poste, de 1982 à 1994. Grâce à sa position centriste, ce parti a fait partie de beaucoup les coalitions gouvernementales. C'est ainsi que le pays a connu sa période violette (allusion aux couleurs politiques qui se sont combinées pour former un gouvernement à deux reprises consécutives). Le CDA a cependant perdu en 2010 et 2012 beaucoup de points de vote, les anciens électeurs se tournant vers les discours sociaux du PvdA ou économiques du VVD. Un autre parti religieux est le Parti politique réformé (Staatkundig Gereformeerde Partij, SGP) calviniste et plus fondamentaliste, qui existe depuis 1918.
Le Parti travailliste (Partij van de Arbeid, « Parti du travail », PvdA) est fondé en 1946 pour remplacer le SDAP. ce parti est plus apparenté au socialisme anglo-saxon qu'au socialisme européen.
Le Parti populaire libéral et démocrate (Volkspartij voor vrijheid en democratie, « Parti populaire pour la liberté et la démocratie », VVD) existe depuis 1948. Actuellement un parti  stable, le courant libéral a eu beaucoup de peine à s'organiser pendant un siècle, le libéralisme néerlandais étant traditionnellement très individualiste. Des trois grandes formations politiques, ce parti est le plus petit. Pourtant, il a plus souvent fait partie du gouvernement que les travaillistes, les chrétiens-démocrates préférant virer à droite. L'actuel Premier ministre Mark Rutte est membre du VVD.

### Les formations fondées depuis 1945
Les formations politiques qui ont vu le jour depuis la Seconde Guerre mondiale sont en règle générale issues de mouvements protestataires.
Le Parti des fermiers (Boerenpartij), fondé pendant les années 1950, a survécu jusqu'en 1982 sous la direction inspirée du Boer koekoek, Paysan coucou (du nom de l'oiseau). Les membres ont surtout milité contre l'interférence de l'État.
Les Démocrates 66 (Democraten 66, D'66). Ce parti se définit comme libéral-social. Comme l'indique son nom, ce parti a été fondé en 1966, d'un mouvement protestataire qui exigeait des réformes d'état pour plus de démocratie. Dans le discours idéologique, c'est le plus important parti protestataire du pays, le seul à avoir survécu à plus de quarante années d'existence. Il a participé à un certain nombre de gouvernements. Quoique l'existence des D'66 a été menacée sérieusement dans le passé, il semble avoir trouvé une place fixe dans la vie politique du pays.
Le Parti socialiste (Socialistische Partij, SP). D'origine maoïste, ce parti fondé en 1972 a englobé toute l'extrême gauche qui ne trouva pas sa place dans le Parti travailliste ou dans celui des verts. Ce parti siège au Parlement national depuis 1994, et depuis l'instabilité politique du début de ce siècle, qui a fait voir le jour à beaucoup de partis contestataires, il est même devenu très important, interprétant avec succès un grand nombre des préoccupations de l'électorat contemporain.
Les Verts, a été fondé 1983 pour défendre l'écologie. Il a plus de nos jours une vocation locale, ne participant pas aux législatives mais il participe aux élections européennes.
La Gauche verte (GroenLinks, GL). Ce parti existe depuis 1989 et a fait fusionner quatre petits partis de la gauche et l'extrême gauche présents depuis longtemps dans la vie politique : le PSP (Parti socialiste pacifiste), le PPR (Parti politique des radicaux), le EVP (Parti populaire évangélique), et depuis 1991 le CPN (Parti communiste des Pays-Bas). La gauche verte est une force stable dans l'opposition de gauche.
L'Union chrétienne (Christen Unie, CU). Ce parti existe depuis 2001 et est issu d'une fusion de deux petits partis protestants (la Fédération politique réformatrice et la Ligue politique réformée). Historiquement, on considérait ces partis comme étant fondamentalistes ou presque, mais depuis leur fusion, ils se sont ouverts, et ont cherché et trouvé une entrée dans la conscience de l'électorat en général, même dans celle de ceux qui ne votent normalement pas pour la démocratie chrétienne. Ses vues des plus traditionnelles sur les mœurs (les « normes et valeurs ») ont une grande attirance aux Pays-Bas.
Le Parti pour la liberté (Partij voor de Vrijheid, PVV), fondé par Geert Wilders en 2006, a succédé à la Liste Pim Fortuyn dans le camp de l'extrême-droite. Le Forum pour la démocratie de Thierry Baudet, créé en 2016, lui fait concurrence.

### Partis extraparlementaires
Plusieurs partis non représentés au Parlement ont une influence, soit via d'autres assemblées où ils siègent, soit via des manifestes politiques qu'ils publient. Quelques exemples :
- Les Verts, parti fondé en 1983 et initialement à vocation européenne. Il a plus de nos jours une vocation locale, ne participant pas aux législatives.

- Le Nouveau parti communiste des Pays-Bas, fondé par des membres du Parti communiste mécontents de l’absorption de leur parti dans GL.

- Le Parti libéral démocrate, fondé en 2006, propose une alternative aux partis en place.

- Le Parti national frison, militant pour une plus grande autonomie de la province de Frise et une utilisation plus large de la langue frisonne occidentale. Il n'est présent que dans cette province. Il recueille quelques suffrages aux élections municipales et provinciales, et a déjà eu un siège au Sénat.